# クリステン・ヴィークマエ
クリステン・ヴィークマエ（Kristen Viikmäe、1979年2月10日）は、旧ソビエト連邦、エストニア、タリン出身のサッカー選手。ポジションはFW、MF。

## 所属クラブ
- フローラ・タリン 1996-2000
- ヴォレレンガ 2000-2003

→ フローラ・タリン 2003 (loan)
- フローラ・タリン 2004-2008

→ エンコーピンズ 2004 (loan)
→ フレドリクスタ 2005 (loan)
→ ゲフレ 2006 (loan)
- ヨンショーピング・ソードラ 2008-2009
- パネギアリオスFC 2010
- ノーメ・カリュFC 2011-2012

## 代表
- エストニア代表 1997-2013